# Kuroshiodaphne phaeacme
Kuroshiodaphne phaeacme é uma espécie de gastrópode do gênero Kuroshiodaphne, pertencente a família Raphitomidae.